# Isidorus (kráter)
Isidorus je měsíční impaktní kráter o průměru 42 km a hloubce 1600 m, který se nachází na sever od Mare Nectaris, ve východní polovině přivrácené strany Měsíce. Byl pojmenován po španělském astronomovi Isidore ze Sevilly. Vytváří dvojici s o trochu větší Capellou, která leží těsně u severovýchodního okraje Isidora. Na západ až jihozápad leží krátery Mädler a výrazný Theophilus .
Okraj kráteru Isidorus je kruhový a poněkud erodovaný, s několika malými krátery ležícími přes severní okraj. Dno je poměrně rovné, i když je poznamenáno malým kruhovým kráterem Isidorus A (10 km) podél západního okraje.